# Piper diversipilum
Piper diversipilum är en pepparväxtart som beskrevs av William Trelease. Piper diversipilum ingår i släktet Piper och familjen pepparväxter. Inga underarter finns listade i Catalogue of Life.